# Evangelische Kirche (Gleichen)

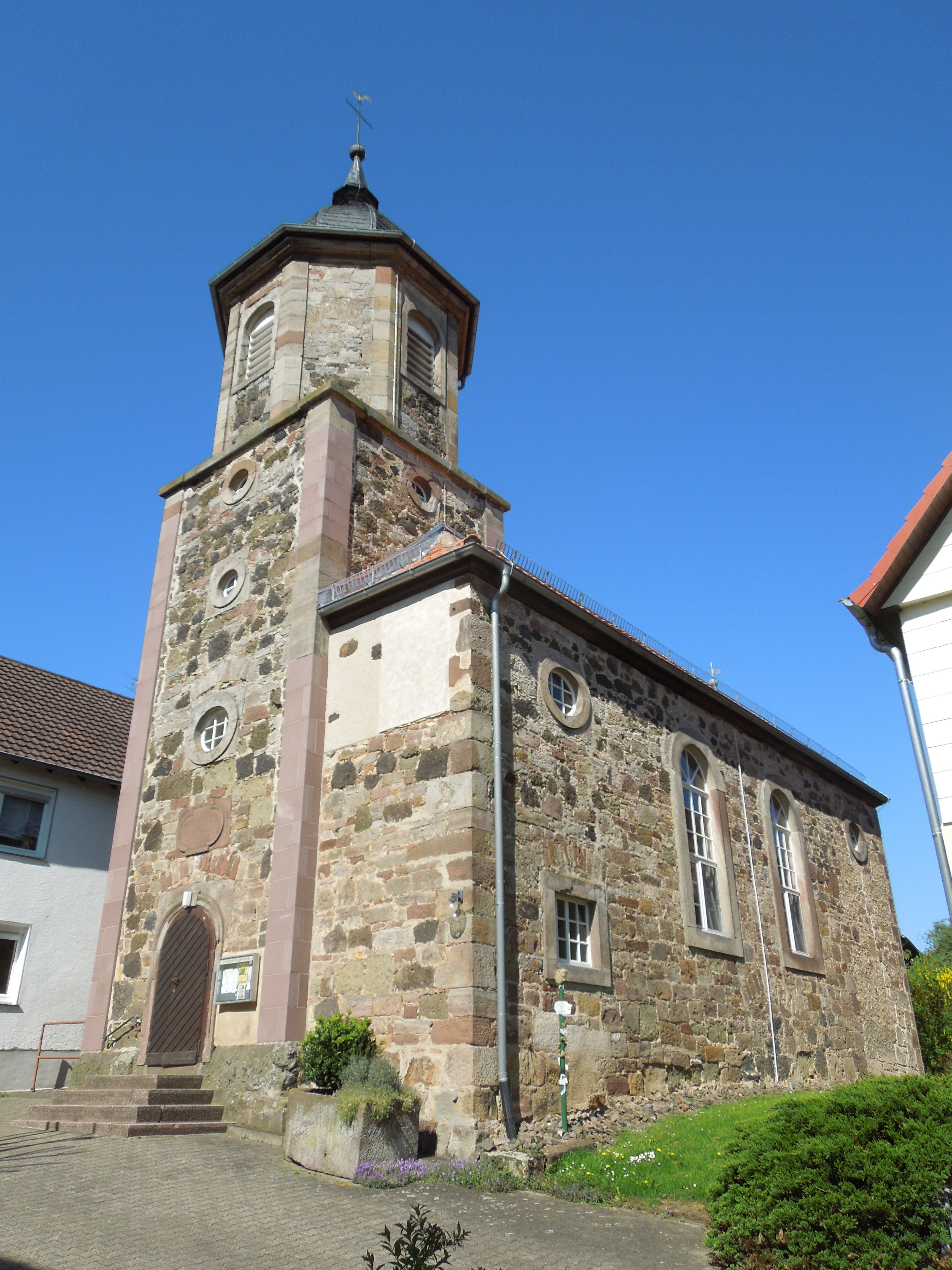
Evangelische Kirche in Gleichen

Die Evangelische Kirche Gleichen ist ein denkmalgeschütztes Kirchengebäude, das im Ortsteil Gleichen der Kleinstadt Gudensberg im Schwalm-Eder-Kreis (Hessen) steht. Die Kirchengemeinde gehört zum Kirchenkreis Schwalm-Eder im Sprengel Marburg der Evangelischen Kirche von Kurhessen-Waldeck.

## Beschreibung
Unter Verwendung des Mauerwerks des romanischen Vorgängerbaus wurden in spätgotischer Zeit die Längswände des Kirchenschiffs nach Osten erweitert und mit einem dreiseitigen Schluss versehen. 1716 wurde die Kirche umgebaut und an der Nordwestecke der quadratische Glockenturm errichtet, auf dem ein achteckiges Geschoss mit Klangarkaden sitzt, das mit einer glockenförmigen Haube bedeckt ist. 
Der Innenraum wurde in der ersten Hälfte des 18. Jahrhunderts von Heinrich Moritz Michael gestaltet. In den Spiegelfeldern der Decke hat er im Zentrum die Vergebung der Sünden an der Pforte des Himmels dargestellt. Zum Chor hin folgt ein Medaillon mit Nachthimmel und Mond, zur anderen Seite ein Taghimmel mit Sonne. Auch hat er die Brüstungen der Emporen bemalt. Das spätgotische Taufbecken stammt aus dem 15. Jahrhundert, die Kanzel in Formen der Renaissance aus der zweiten Hälfte des 17. Jahrhunderts, der vergoldete Prospekt der Orgel von 1790.